# Vimoutiers
Vimoutiers és un municipi francès situat al departament de l'Orne i a la regió de Normandia. L'any 2007 tenia 3.918 habitants.

## Demografia

### Població
El 2007 la població de fet de Vimoutiers era de 3.918 persones. Hi havia 1.736 famílies de les quals 714 eren unipersonals (267 homes vivint sols i 447 dones vivint soles), 517 parelles sense fills, 345 parelles amb fills i 160 famílies monoparentals amb fills.
La població ha evolucionat segons el següent gràfic:
Habitants censats

### Habitatges
El 2007 hi havia 2.105 habitatges, 1.774 eren l'habitatge principal de la família, 107 eren segones residències i 224 estaven desocupats. 1.150 eren cases i 948 eren apartaments. Dels 1.774 habitatges principals, 765 estaven ocupats pels seus propietaris, 970 estaven llogats i ocupats pels llogaters i 39 estaven cedits a títol gratuït; 61 tenien una cambra, 200 en tenien dues, 429 en tenien tres, 537 en tenien quatre i 548 en tenien cinc o més. 923 habitatges disposaven pel capbaix d'una plaça de pàrquing. A 868 habitatges hi havia un automòbil i a 444 n'hi havia dos o més.

### Piràmide de població
La piràmide de població per edats i sexe el 2009 era:
| Homes | Edats   | Dones |
| ----- | ------- | ----- |
| 4     | 95 o +  | 4     |
| 24    | 90 a 94 | 44    |
| 36    | 85 a 89 | 120   |
| 40    | 80 a 84 | 60    |
| 92    | 75 a 79 | 148   |
| 84    | 70 a 74 | 152   |
| 92    | 65 a 69 | 128   |
| 108   | 60 a 64 | 108   |
| 88    | 55 a 59 | 80    |
| 156   | 50 a 54 | 160   |
| 84    | 45 a 49 | 112   |
| 196   | 40 a 44 | 140   |
| 136   | 35 a 39 | 160   |
| 132   | 30 a 34 | 124   |
| 128   | 25 a 29 | 124   |
| 156   | 20 a 24 | 116   |
| 116   | 15 a 19 | 169   |
| 144   | 10 a 14 | 136   |
| 156   | 5 a 9   | 164   |
| 104   | 0 a 4   | 108   |

## Economia
El 2007 la població en edat de treballar era de 2.210 persones, 1.460 eren actives i 750 eren inactives. De les 1.460 persones actives 1.170 estaven ocupades (616 homes i 554 dones) i 290 estaven aturades (153 homes i 137 dones). De les 750 persones inactives 319 estaven jubilades, 177 estaven estudiant i 254 estaven classificades com a «altres inactius».

### Ingressos
El 2009 a Vimoutiers hi havia 1.724 unitats fiscals que integraven 3.614 persones, la mediana anual d'ingressos fiscals per persona era de 14.241 €.

### Activitats econòmiques
Dels 244 establiments que hi havia el 2007, 3 eren d'empreses extractives, 10 d'empreses alimentàries, 2 d'empreses de fabricació de material elèctric, 18 d'empreses de fabricació d'altres productes industrials, 28 d'empreses de construcció, 62 d'empreses de comerç i reparació d'automòbils, 6 d'empreses de transport, 19 d'empreses d'hostatgeria i restauració, 1 d'una empresa d'informació i comunicació, 16 d'empreses financeres, 12 d'empreses immobiliàries, 22 d'empreses de serveis, 27 d'entitats de l'administració pública i 18 d'empreses classificades com a «altres activitats de serveis».
Dels 76 establiments de servei als particulars que hi havia el 2009, 1 era una oficina d'administració d'Hisenda pública, 1 gendarmeria, 1 oficina de correu, 8 oficines bancàries, 2 funeràries, 5 tallers de reparació d'automòbils i de material agrícola, 1 taller d'inspecció tècnica de vehicles, 2 autoescoles, 6 paletes, 3 guixaires pintors, 5 fusteries, 6 lampisteries, 4 electricistes, 7 perruqueries, 1 veterinari, 1 agència de treball temporal, 13 restaurants, 6 agències immobiliàries, 2 tintoreries i 1 saló de bellesa.
Dels 36 establiments comercials que hi havia el 2009, 3 eren supermercats, 2 grans superfícies de material de bricolatge, 2 botiges de menys de 120 m², 4 fleques, 6 carnisseries, 1 una botiga de congelats, 2 llibreries, 2 botigues de roba, 1 una botiga de roba, 2 sabateries, 1 una sabateria, 2 botigues de mobles, 2 botigues de material esportiu, 2 drogueries, 1 una perfumeria i 3 floristeries.
L'any 2000 a Vimoutiers hi havia 34 explotacions agrícoles que ocupaven un total de 572 hectàrees.

## Equipaments sanitaris i escolars
El 2009 hi havia 1 hospital de tractaments de curta durada, 1 hospital de tractaments de mitja durada (seguiment i rehabilitació), 1 psiquiàtric, 2 farmàcies i 2 ambulàncies.
El 2009 hi havia 2 escoles maternals i 3 escoles elementals. Vimoutiers disposava d'un col·legi d'educació secundària amb 223 alumnes.

## Poblacions més properes
El següent diagrama mostra les poblacions més properes.

## Persones
- Joseph Laniel (1889-1975) polític i President del Consell de Ministres de la Quarta República (1953-1954)